# Heinersdorf (Wurzbach)
Heinersdorf ist ein Ortsteil der Stadt Wurzbach im Saale-Orla-Kreis in Thüringen.

## Geografie
Das Angerdorf mit liegt 3 km östlich von Wurzbach auf einer Hochebene des Südostthüringer Schiefergebirges.   Die in Wald eingebettete Gemarkung umfasst 728 Hektar. Das Dorf hat Verbindung zu der im Sormitztal verlaufenden Bundesstraße 90. Heinersdorf war bis Juni 2008 an die Bahnstrecke Hockeroda–Unterlemnitz mit einem Haltepunkt angebunden, der wegen zu geringer Nutzung und baulicher Mängel aufgelassen wurde.

## Geschichte

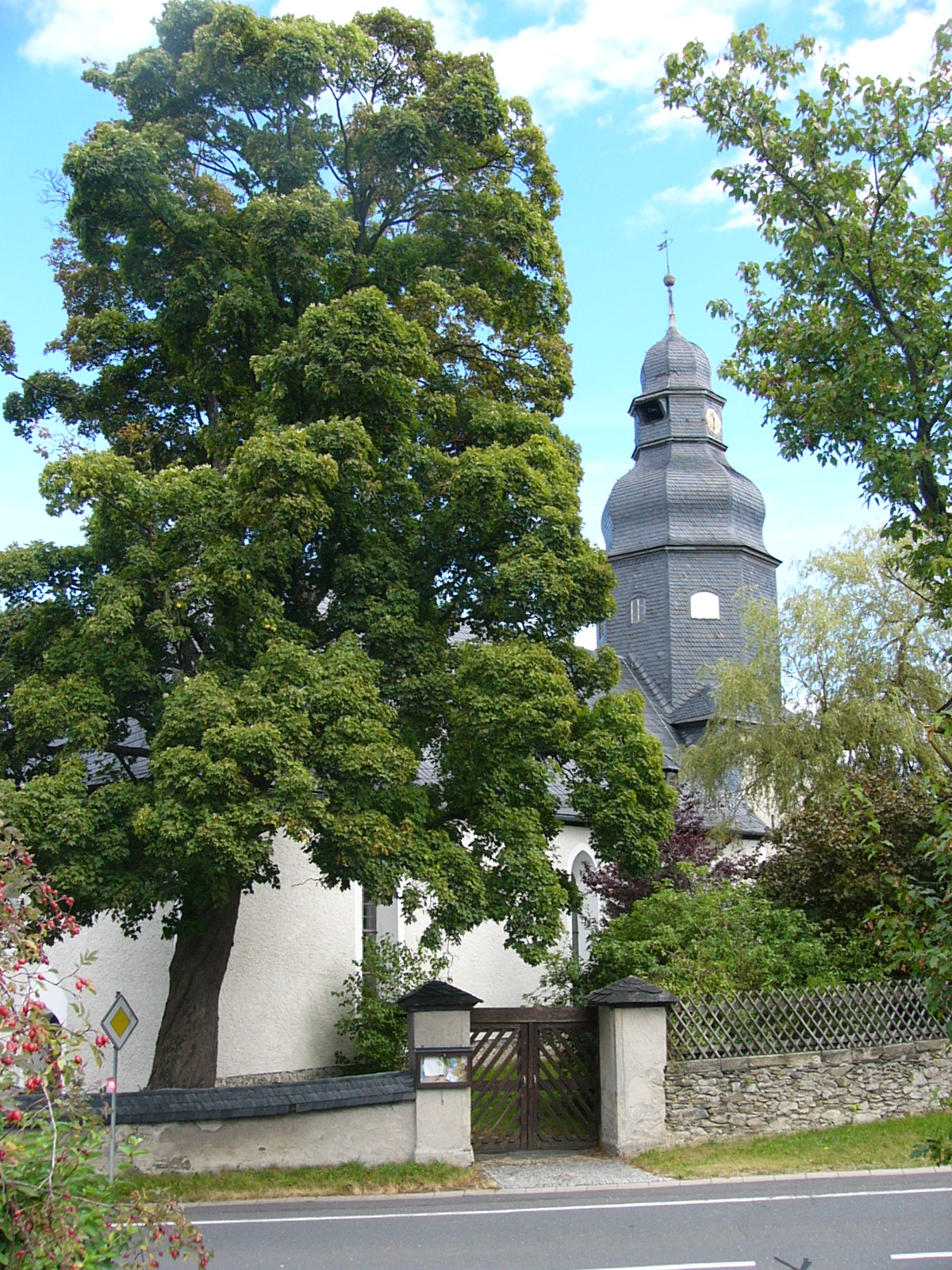
Ansicht der Kirche

Heinersdorf wurde am 23. Juni 1250 urkundlich erstmals erwähnt. Der Ort gehörte zur reußischen Herrschaft Lobenstein der Linie Reuß-Lobenstein. 1812 wurde in der Flur ein Schieferbruch angelegt. 1848 kam der Ort zum Fürstentum Reuß jüngerer Linie, ab 1852 zum Landratsamt Schleiz und 1919 zum Volksstaat Reuß, der 1920 im Land Thüringen aufging.
Der Ort hat 323 Einwohner (Stand März 2019) einschließlich der Bewohner des Weilers Klettigshammer und der Bärenmühle. Im Dorf gab es ein Rittergut.

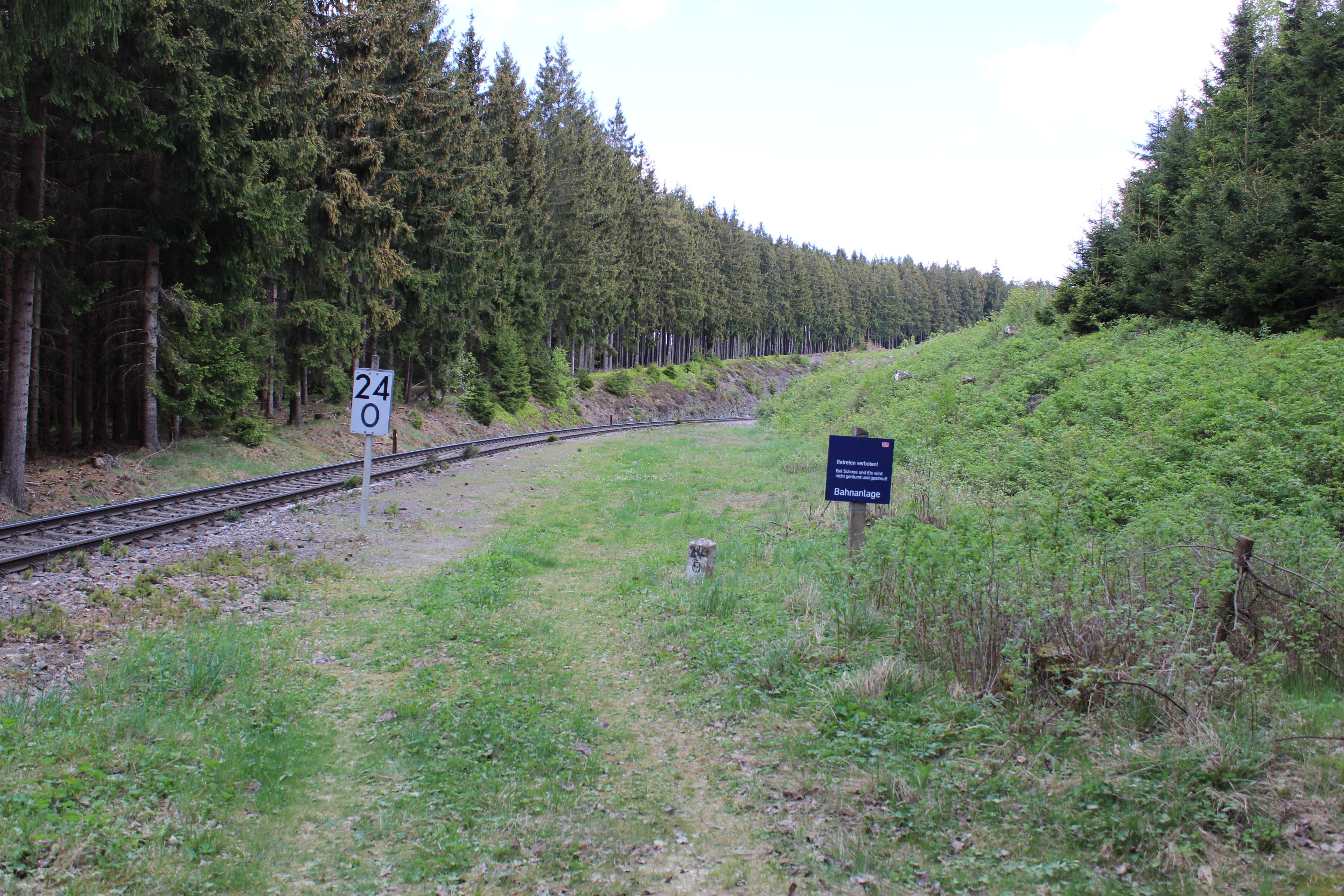
Ehemaliger Haltepunkt (2018)

## Sehenswürdigkeiten
- Marienkirche

## Sonstige markante Objekte
- Heinersdorfer Stumpf, ein einstiger Funkturm von Vodafone (⊙)[4]